# ناروتو شيبودن (الموسم 8)
الموسم الثامن من مسلسل ناروتو شيبودن مبني على الجزء الثاني من سلسلة مانغا ناروتو بواسطة ماساشي كيشيموتو. أخرج الحلقات هاياتو داتيه وأنتجها إستديو بيرو وتلفاز طوكيو. بدأ عرض الموسم في 25 مارس 2010 على تلفاز طوكيو في اليابان وانتهى عرضه في 26 أغسطس 2010. الموسم يتمركز حول غزو باين لقرية الورق - قائد الأكاتسكي - ومحاولته للإمساك بناروتو أوزوماكي. أصدر أنبليكس المسلسل بصيغة الدي في دي بعنوان منقذان (二人の救世主 فوتاري نو كيوسيشو) في ستة مجلدات من 7 أكتوبر 2010 إلى 2 مارس 2011. تحتوي المجلدات الحلقات بالترتيب عدا الحلقتان 170-171 اللذين وُضعا في المجلد السادس. في 2 يناير 2009، بدأت فيز ميديا وكرانشي رول بتوفير ترجمة للحلقات ناروتو شيبودن.
يحتوي الموسم على خمس شارات موسيقية، شارتان للبداية وثلاث شارات للنهاية. شارتا البداية هما «علامة» (Sign) بواسطة فلو واستخدمت في الحلقتين 152 و153، واستبدلتها "عالم شفاف سابقًا" (透明だった世界 توميه داتَّا سيكاي) بواسطة موتوهيرو هاتا. شارات النهاية هم «لأجلك» (For You) بواسطة أزو واستخدمت في الحلقتين 152 و153 واستبدلها "دراجة" (自転車 جيتيشا) بواسطة أوريساكاباند والتي استخدمت حتى الحلقة 166 واستبدلتها "ألعاب نارية عابرة" (うたかた花火 أوتاكاتا هانابي) بواسطة سوبرسيل. فيلم ناروتو شيبودن الرابع البرج المفقود قد أُصدر في 31 يوليو 2010، وقد عُرضت لقطات منه في شارة بداية الحلقات 172 حتى 175 في ظل وجود الموسيقى الأصلية.

## أحداث الموسم
يتمحور هذا الموسم حول معرفة ناروتو بموت معلمه ويتبع خطاه ويتدرب على نمط الناسك تحت إشراف الضفدع فو بينما تقوم تسونادي بفك شيفرة جيرايا وتعرفها على أسرار باين ويتمكن ناروتو من إتقانه لكن يأتي قائد الأكاتسكي باين باحثًا عنه لأنه مضيف (جينشوريكي) ذي التسعة ذيول ويقتحم قرية الورق ويعيث فيها فسادًا ويقتل العديد من النينجا منهم كاكاشي، وشيزوني، وتشوزا ويدمر القرية عن بكرة أبيها، لكن يأتي ناروتو مع ضفادعه ويقضي على مساراته الستة ويذهب للتحدث مع الحقيقي الذي يدعى ناغاتو ويقرر ناغاتو الإيمان بناروتو ويقوم بإعادة إحياء كل من قتل بالقرية لكن يفقد حياته جراء ذلك وتقرر زميلته كونان الانسحاب من المنظمة والاهتمام بشؤون قريتها قرية المطر ويعود ناروتو إلى قرية الورق ويتلقى له كل شعبها الذي يعدونه البطل الذي أنقذهم.

## قائمة الحلقات
| رقم الحلقة | عنوان الحلقة | فصول المانغا                                                                           | تاريخ العرض الأصلي                                                                     |
| هجوم بين (ペイン強襲 بين كيوشو) (مانغا) منقذان (二人の救世主 فوتاري نو كيوسيشو) (أنمي) | هجوم بين (ペイン強襲 بين كيوشو) (مانغا) منقذان (二人の救世主 فوتاري نو كيوسيشو) (أنمي)                                                         | هجوم بين (ペイン強襲 بين كيوشو) (مانغا) منقذان (二人の救世主 فوتاري نو كيوسيشو) (أنمي) | هجوم بين (ペイン強襲 بين كيوشو) (مانغا) منقذان (二人の救世主 فوتاري نو كيوسيشو) (أنمي) |
| --- | --- | -------------------------------------------------------------------------------------- | -------------------------------------------------------------------------------------- |
| 152 | «أخبار محزنة» "هيهو" (悲報) | 403-405، 416                                                                           | 25 مارس 2010                                                                           |
| ينتهي الأكاتسكي من ختم ذي الستة ذيول الستة ويحضر ساسكي والتاكا كيلر بي لمادارا أوتشيها ليتم ختمه تاليا، تصل أخبار موت جيرايا للهوكاغي تسونادي عبر الإنبو ويخبرها فوكاسكو بمعركة جيرايا وباين وتستدعي ناروتو لإخباره بذلك وعندما تخبره لا يصدق الأمر ويعاتبها لأنها تركته يذهب وحده إلى قرية المطر ويذهب بسرعة لغرفته باكيا ويغلق عليه غرفته ويبقى وحده بالداخل. | |                                                                                        |                                                                                        |
| 153 | «اتباع خطى المعلم» "شي نو كاغي أو أوتّي" (師の影を追って)                                                                                       | 405-406                                                                                | 25 مارس 2010                                                                           |
| في هذه الأثناء تستدعي الهوكاغي تسونادي شيكامارو لمكتبها بعد قدوم الضفدع فوكاسكو ليحلوا الشيفرة التي كتبها جيرايا على ظهره وفي هذه الأثناء يذهب إيروكا لمواساة ناروتو ويخرجان للتسكع معا ويفشل شيكامارو في حل الشيفرة لوحده ويطلب مساعدة كاكاشي ويعجزون عن فك الشيفرة ويطلبون مساعدة كوريناي ويرى شيكامارو ولد أسوما الذي أقسم بحياته لحمايته وترفض لكن يقرر ناروتو تقديم المساعدة لهم في حلها. | |                                                                                        |                                                                                        |
| 154 | «فك الشفرة» "أنغو كايدوكو" (暗号解読) | 407-409                                                                                | 8 أبريل 2010                                                                           |
| يتقدم ناروتو لمساعدة كاكاشي وشيكامارو لحل الشيفرة وتبدأ يبدأون ملاحظة طريقة كتابة جيرايا للرقم الأول تسعة ويكتشفون أن الرقم تسعة يدل على رقم صفحة في كتاب ألفه جيرايا عن طفل ينقذ عالمه يدعى ناروتو وهو طفل النبوءة وتلك الصفحة تتحدث بالضبط عن طفل النبوءة الذي يدعى ناروتو وبدأوا بإكتشاف أسرار أجساد باين بينما يقترح ناروتو على فوكاسكو تدريبه ويوافق فوكاسكو على تدريب ناروتو ويذهب معه لجبل ميوبوكو. | |                                                                                        |                                                                                        |
| 155 | «التحدي الأول» "دايتشي نو كاداي" (第一の課題)                                                                                                  | 407، 409-410، 412، 414-419                                                             | 8 أبريل 2010                                                                           |
| يبدأ ناروتو بتداريبه مع فوكاسكو ويعلمه كيفية إستجماع شاكرا نمط الناسك وقبيل أن يبدأ باستجماع الشاكرا للنمط يحذره فو من أنه مجرد ما إن تدخل الشاكرا الناسك للجسد فيجب أن يتم تدويرها بسرعة فسوف يتحول إلى تمثال ضفدع من الصخر ويساعده في تسريع الشاكرا بإستخدام مهارة زيت خاصة به وبدأ ناروتو بإستجماع الشاكرا وفي هذه الأثناء تكتشف الأكاتسكي أن جسد كيلر بي مجرد نسخة مزيفة من صنع الهاتشيبي ويقرر قائد الأكاتسكي باين الذهاب مع كونان لإحضار جينشوريكي الكيوبي. | |                                                                                        |                                                                                        |
| 156 | «تخطي المعلم» "شي أو كويرو توكي" (師を超えるとき)                                                                                              | 417-420                                                                                | 15 أبريل 2010                                                                          |
| يتمكن ناروتو من الدخول في نمط الناسك ويبدو أن نمطه مميز جدا ويبدأ فو بتدريبه على مهارةkumite frog، ويحاول الإندماج معه ومده بالشاكرا لكنه يفشل بذلك بسبب الكيوبي، بينما يرسل الرايكاغي وأخ الأكبر لكيلر بي والذي يصمم على قتل ساسكي أوتشيها لهجومه على دولته وقريته ومحاولة قتله لأخيه برقية للهوكاغي تسونادي ويرسل برقية لبقية قادة الأمم العظمى بعالم الشينوبي ويعلم بأمر نسخة كيلر بي ويوكل لطلابه مهمة خاصة لهم. | |                                                                                        |                                                                                        |
| 157 | «الهجوم على قرية الورق» "كونوها شوغيكي!" (木ノ葉襲撃!)                                                                                         | 418-421                                                                                | 22 أبريل 2010                                                                          |
| يصل باين وكونا إلى كونوها ويقذف بأحد الأجساد إلى كونوها لكن مستشعري النينجا في كونوها يكتشفون الأمر ويخبروا الهوكاغي ويقوم الجسد بإستدعاء الأجساد الأخرى وكونان ويقتل أحد الأجساد فريقا من النينجا بقوة خاصة وغريبة لأنهم رفضوا إخباره بمكان ناروتو ويفترقون في القرية ويبدأ أحد الأجساد بإطلاق متفجراته وتدمير المباني والٱخر يستدعي عقرب بثلاث رؤوس ويدمر أيضا مباني كونوها لكن يتصدى له ساكورا وشيكامارو ويقضيان عليه وتبدأ قوات كونوها بالتحرك لإيقاف العدو. | |                                                                                        |                                                                                        |
| 158 | «قوة الإيمان» "شينجيرو تشيكارا" (信じる力) | 420-422                                                                                | 29 أبريل 2010                                                                          |
| تأمر تسونادي أحد النينجا بالذهاب وإخبار ناروتو بالأمر لكن يمنعها دانزو حتى لا يقع بأيدي الأكاتسكي وتصرخ تسونادي في وجهه وتقول له بأن يؤمن فقط بناروتو وقدراته وقدرات باقي النينجا لكنه يتجاهلها ويذهب وراء المرسول ويمسك به ويقتله حتى لا يرسل الرسالة لناروتو رغم أنه أرسل جزءا صغيرا فقط، في جبل ميوبوكو يجد فو الرسالة ولا يفهم الأمر لكنه علم بأن شيء يحدث في كونوها ويخبر ناروتو بالإستعداد لأن زوجته ما ستسدعيهم إلى كونوها، بينما يمسك أحد أجساد باين بإيروكا ويجبره على إخباره بمكان ناروتو أو يقتله ولا يجيبه إيروكا أبدا ويكاد باين يقتله لكن يتدخل كاكاشي ويمسك بحربته ويتصدى له . | |                                                                                        |                                                                                        |
| 159 | «باين ضد كاكاشي» "باين vs كاكاشي" (ペインvsカカシ)                                                                                             | 420-425، 427                                                                           | 6 مايو 2010                                                                            |
| يتصدى كاكاشي لباين ويمسك بحربته ويكسرها ويسدد له باين ركلة لكنه ينبطح أرضا ويخرج جدارا من الصخر وراءه ليحصره به وينهض مجددا ويهاجمه بشيدوري لكنه يخطأه ويرميه باين بقواه الغريبة بعيدا، ينهض كاكاشي مجددا ويهاجم باين بشيدوري عن بعد لكنه يبعدها عنه بسهولة ويظهر وراءه جسد ٱخر ويهاجمه بصواريخ ويهرب كاكاشي ويهاجمه من الخلف بشيدوري لكنه ينبطح ويتذكر ما قال له فو عن كون نظرهم متصل فيما بينهم ويتأكد من ذلك بينما يكشف ذلك الجسد عن نفسه ويتضح أنه مليء بالأسلحة ويسحب الجسد الٱخر كاكاشي إليه بقواه الغريبة وو يقتله الجسد الٱخر ويتضح أنه مجرد نسخة برق مظللة وهنا يهجم تشوجي وتشوزا عليهما ويقضيان على جسد الأسلحة وينضم إليهم نينجا ٱخرون للدعم ويهاجمون كلهم باين لكنهم يقذفهم. | |                                                                                        |                                                                                        |
| 160 | «غموض باين» "ペインの謎" (باين نو نازو) | 424-426                                                                                | 13 مايو 2010                                                                           |
| يختبأ كاكاشي وتشوجي وتشوزا ويكتشفون قوى باين الغريبة وهي قدرته على السحب والدفع الخارقين وأنه لا يمكنه استخدام أي من تلك القوى إلا بعد مرور خمسة ثواني ويرتبون له خطة للقضاء عليه ويهاجم كاكاشي على باين من تحت الأرض ويقذفه باين بعيدا ويهاجمه تشوجي وتشوزا ويمسك بهم لوهلة ثم يقذفهم بعيدا ويمسكون بسلسلة حديدية وضعها كاكاشي عند هجومه على باين وكلم قذفه ستجر السلسلة ويقيد بها ويهاجمه كاكاشي بالشيدوري لكن يصد الجسد المسلح الضربة وتنكسر السلسلة وتفشل خطتهم ويقذفهم بعيدا لكن يستعمل كاكاشي المانغيكيو شارينغان لإمتصاص قوة باين للبعد الٱخر وينقذ حياته وحياة تشوجي ويموت تشوزا ويبعده عن ساحة المعركة ليخبر تسونادي بإكتشافهم لكن يقذفه باين بصاروخ وينقله كاكاشي بالمانغيكيو شارينغان لبعد ٱخر ويذهب تشوجي ويقتل باين الٱخر كاكاشي، ويستمر الباين بتدمير كونوها ويستدعي الكلاب الخارقة لكن يحجزها أحد الإنبو ويحرقها ويستدعي ثورا ويهاجم به عشيرة اليامانكا ويقاتل شخصيا أب إينو بينما تهرب إينو مع مجموعة من الإنبو . | |                                                                                        |                                                                                        |
| 161 | «لقبي هو ساروتوبي. اسمي هو كونوهامارو!» "سيه وا ساروتوبي، نا وا كونوهامارو!" (姓は猿飛、名は木ノ葉丸!)                                         | 425-428                                                                                | 20 مايو 2010                                                                           |
| يخبر تشوجي تسونادي بأسرار باين فترسل تشيزوني لإخبار ناروتو وتستدعي كاتسيو وتأمرها بالتفرق وحماية كل أهالي كونوها ويحاول أب إينو التحكم بعقل الباين لكنه يستعمل جسده للإستدعاء ويقضي عليه ويهاجم جسد ٱخر كيبا وعشيرته بينما تقاتل كونان بنسخها المتفجرة عشيرة الأبورامي ويهاجم جسد ٱخر فريق إيبوسو وتدمر كونوها جراء المعارك، بينما ينتهي ناروتو من إستجماع التشاكرا لنمط الناسك وينضم إلى بقية الضفادع، يكاد الجسد يقتل إيبوسو لكن يتدخل كونوهامارو ساروتوبي ويعاركه ويقضي عليه براسينغان قوية لكنه ينقل نفسه بسرعة وتصل تسونادي لباين وتخبره بأن ناروتو سيأتي ويقضي عليه فيذهب أحد الأجساد ويمتص روح تشيزوني وتموت أمام إينو وتسأله تسونادي لما ينشر كل هذا الألم ويخبرها بأنه سوف يريها الألم الحقيقي ويقفز عاليا في السماء وتغادر كل الأجساد كونوها وكونان معهم بعد أن دمروا كونوها ويقوم الجسد الذي قفز في السماء بإطلاق دفع خارق هائل القوة ويخرب كونوها عن بكرة أبيها . | |                                                                                        |                                                                                        |
| 162 | «الألم للعالم» "سيكاي ني إتامي أو" (世界に痛みを)                                                                                              | 427-430                                                                                | 27 مايو 2010                                                                           |
| يخرب باين كونوها عن بكرة أبيها، لكن قبل إطلاق التقنية قامت تسومادي بمد الكاتسيو بكل طاقتها لحماية أهالي كونوها وتنجح بذلك لكنه تصبح ضعيفة جدا وترى ساكورا كل ما حدث لكونوها وتبكي وتنادي ناروتو وهنا تستدعيهم ما لكونوها لكنهم لا يجدون سوى الخلاء ويستغربون حتى تخبرهم ما أن هذه هي كونوها ومن فعل هذا بها هو نفس الشخص الذي قتل جيرايا وهنا يظهر باين أمامهم، في خارج كونوها يقوم أحد الأجساد بإعادة إحياء الٱخر الذي دمره كاكاشي وتشوزا وينضمون إلى الجسد الٱخر للإمساك بناروتو أوزوماكي لكن تظهر تسونادي ويتبعها الإنبو وتود قتال باين رغم ضعفها ويهاجمها جسد الأسلحة لكن ينقض عليه ناروتو ويقتله بضربة واحدة ويأمر أحد الضفادع بأخذ تسونادي لمكان ٱمن ويأخذها إلى حيث توجد ساكورا وتخبرها ساكورا بأن ما قامت به أمر عظيم ويغمى على تسونادي وتدخل في غيبوبة. | |                                                                                        |                                                                                        |
| 163 | «الانفجار! نمط الناسك» "باكوهاتسو! سينِّين مودو" (爆発! 仙人モード)                                                                              | 430-432                                                                                | 3 يونيو 2010                                                                           |
| يفقد الجسد الأقوى لباين قدرته على الدفع والسحب جراء الضربة الأخيرة ويتراجع ويستدعي الجسد الٱخر وحيد قرن ضخم يهاجم ناروتو لكن يمسك به ويرميه عاليا بالسماء ويتقدم نحوهم ويستدعي الجسد كلبا وثورا ضخمين ويقفز فو وما فوقهم ويقومون بتظليلهم بالأصوات ويرميهم ناروتو في السماء بإثنان راسينغان عملاقة ويقفز الضفادع الضخام الثلاثة إليهم ويقضون عليهم إلا الكلب ويهاجم ناروتو أحد الأجساد وتخبره كاتسيو بأنه يمتص النينجتسو وأن رؤيتهم متصلة فيقوم ناروتو بقتله بضربة kumite frog ويخبره أقوى الأجساد بأن حيرايا كان معلمه أيضا وأن الأكاتسكي لا تيعى إلا لصنع السلام مثل جيرايا ويخبره ناروتو بأن يخرس ويقوم بصنع راسين شوريكن ويقذفهم بها . | |                                                                                        |                                                                                        |
| 164 | «خطر! وصل نمط الناسك للحد الأقصى» "بينتشي! كييتا سينِّين مودو" (危機! 消えた仙人モード)                                                          | 432-434                                                                                | 10 يونيو 2010                                                                          |
| يقذف ناروتو باين بالراسين شوريكن ويندهش فو بقدرته على قذف التشاكرا بكل تلك المرونة والقوة ويرى أنه تجاوز كل سابقيه ويقفز جسدان بعيدا ويرمي أحد الأجساد الٱخر بعيدا ويصاب بالراسين شوريكن وتنفجر ويتذكر باين ما قاله ديدرا حول ناروتو وأنه لا يستمع أبدا ويستدعي الجسد الٱخر طائرا يحاول مهاجمة ناروتو لكنه يفشل كل مرة ويقاتل شخصيا جسد باين وتبدأ تشاكرا الناسك بالإضمحلال بينما يحاول شيكامارو الإنضمام للمعركة لكن يوقفه أبيه بعد معرفته بإتقانه لنمط الناسك وينقسم الكلب إلى عدة كلاب ويسقط أحد الضفادع ويواجههم الإثنان الٱخران ويقوم فو وما بتدبير خطة للقضاء على ذلك الجسد وتقوم ما بصنع ضباب رمل وتعيق الرؤية ويضعهم فو في فم الضفدع الأضخم ويقضي عليه ناروتو بإثنان راسينغان ويقتله ويخرجهم الضفدع من فمه ويخرج ناروتو من نمط الناسك ويهاجمه جسد باين الأقوى ويتعاركان ويأخذ فو مخطوطة من ناروتو ويفتحها يستدعي نسخة له ويأخذ ناروتو منها تشاكرا الناسك ويرمي الباين أرضا ويقذفه بالراسين شوريكن . | |                                                                                        |                                                                                        |
| 165 | «الإمساك بذي التسعة ذيول» "كيوبي هوكاكو كانريو" (九尾捕獲完了)                                                                                 | 434-436                                                                                | 17 يونيو 2010                                                                          |
| يقذف ناروتو أقوى أجساد باين بالراسين شوريكن لكن فجأة يظهر جسد سبق أن قتله ناروتو ويمتص الراسين شوريكن وتخبره كاتسيو أن الجسد الٱخر الذي لم يقتله يعيد الإحياء وأن الجسد الأقوى هو المشكلة الأكبر بسبب إمكانيته في دفع وسحب الأشياء والأشخاص عن بعد فيقوم ناروتو بإطلاق قنبلتان دخانيتان ويطلق نحو باين راسين شوريكن لكن يتبين أنه مجرد نسخة متنكرة بذلك الشكل ويسقط جسد باين أرضا ويتبثه وتظهر الراسين شوريكن الحقيقية لكن يسترجع باين قواه ويقذفها عنه ويسقط ناروتو الحقيقي على جسد إعادة الإحياء بإثنان راسينغان ويقتله ويقذفه باين بعيدا، يقاتل الباين الضفادع الضخمة ويرميهم باين خارج القرية، بينما يتحدث شيكامارو وأبوه وإينو وأبوها وبعض الإنبو وكاتسيو عن باين ويكتشفون أن هناك من يتحكم بهم عن بعد ويأمرون كاتسيو بأن تخبر ناروتو ويسحب باين ناروتو إليه ويبدأ الجسد الٱخر بإمتصاص طاقته ويخرج من نمط الناسك لكنه يبدأ بإستجماع التشاكرا لنمط الناسك ويتحول الجسد إلى ضفدع صخري وتخبر كاتسيو ناروتو بأمر باين ويسحب هذا الأخير فو إليه ويقتله وبرميه لناروتو لإبطاءه ويسحبه إليه ويرميه أرضا ويغرز عمودا في يديه ويمسك به . | |                                                                                        |                                                                                        |
| 166 | «اعترافات» "كوكوهاكو" (告白) | 437                                                                                    | 24 يونيو 2010                                                                          |
| يمسك ٱخر جسد باين متبقي والأقوى بناروتو ويسأله ناروتو لما يفعل كل هذا ويخبره بأنه يود نشر السلام ويسأله ناروتو أين السلام في كل ما فعله من قتل جيرايا إلى تدمير كونوها بالكامل ويخبره ماذا عنه الذي مات والده على يد نينجا كونوها كما دمرت قريته لكونها ساحة معارك الأمم العظمى في عالم الشينوبي ويخبره عن مشروع الأكاتسكي حيث يريدون جمع كل وحوش البيجو لصنع سلاح بيجو قادر على بث الخوف والألم في كل من يحاول زعزعة وتهديد الإستقرار ويسأل ناروتو عن إجابته وكيف سينشر السلام ويتذكر كلام جيرايا له عن السلام لكن ناروتو يخبره بأنه لا يملك إجابة، ويقوم بغرز أعمدة في كل أطراف ناروتو وتدخل تشاكرا الرينيغان في جسده ويحاول أخذه، وهنا تظهر هيناتا وتهاجم باين وتفشل في إصابته وتتذكر هيناتا اليوم الذي أنقذها فيه وتعترف له بحبها وتعارك باين لكنها تهزم بسهولة ولكن لا تستسلم وتحاول تحرير ناروتو وتصل إلى ناروتو وتحاول نزع العمود من يديه وتخبره أن هذه هي طريقته في النينجا ويرميه بابن أرضا ويغرز عمودا في بطنها ويصدم ناروتو جراء ذلك ويستجيب الكيوبي لغضب ناروتو ويبدأ بالتحرر.                                           | |                                                                                        |                                                                                        |
| 167 | «خراب الكوكب» "شيباكو تينسي" (地爆天星) | 437-439                                                                                | 1 يوليو 2010                                                                           |
| يبدأ الكيوبي بالتحرر ويحرر أربعة ذيول دفعة واحدة ويهاجم باين ويحصره ويقذفه بالصخور لكنه يتجاوزها كلها ويخبره بأن ٱلامه أعظم من ٱلام ناروتو ويخرج الماء ويهاجم الكيوبي ويبدأن بالقتال ويهاجم الكيوبي باين ويفلت ويدفعه بعيدا لكن يحرر الكيوبي ستة ذيول ويقاوم دفعه الخارق وينقذف باين بعيدا ويبدأ الكيوبي بصنع كرة بيجو ويخرج باين ويرمي صخرة على ناروتو وتنفجر كرة بيجو، يعرف ياماتو بتحرر الكيوبي ويترك فريقه ويذهب إلى كونوها لإعادة بناء الختم ويبدأ ناروتو بقذف كرات بيجو على باين لكنه يصدها ويقوم الأصلي بصنع كرة تمتص إليها كل شيء (الشيباكو تينسي)و يمدها باين بالتشاكرا وتسحب الكيوبي إليها ويسجنه بالداخل ولكن ناروتو يحرر ثمانية ذيول ويظهر الكيوبي بأكمله ويبدأ ناروتو بكسر الختم لكن يظهر الهوكاغي الرابع ويوقفه ويناديه بإسمه ناروتو. | |                                                                                        |                                                                                        |
| 168 | «الهوكاغي الرابع» "يوندايمي هوكاغي" (四代目火影)                                                                                               | 439-442                                                                                | 15 يوليو 2010                                                                          |
| يظهر الهوكاغي الرابع وينادي ناروتو بإسمه ويخبره بأنه أبوه وهو منختم الكيوبي بداخله ويلكمه ناروتو في بطنه ويسأله لما فعل هذا به فقد أصبح كل أهالي القرية يكرهونه ويخبره بأن عندما كانت أمه ستلده أخذها ميناتو إلى كهف مع مجموعة من الإنبو لأن الختم يضعف أثناء ذلك وهاجمهم شخصا ما من الأكاتسكي وكان يضع قناعا على وجهه وقد قتل كل الإنبو وعارك ميناتو لكنه هزمه وأخذ الكيوبي من أم ناروتو وتحكم به بالشارينغان وجعله يدمر القرية لكن ذهب ميناتو وأوقف الكيوبي وحتى لا يتمكن أحد من فعل هذا مرة أخرى قام بختمة ملعونة حيث قسم الكيوبي لنصفان نصف ختمه به ونصف ٱخر بناروتو ولكن هذه الماء ارة تقتل مستعملها والمستعملة عليه فمات والداه وتركا ناروتو، ثم يقوم ميناتو بإعادة بناء الختم ويؤمن بأن ناروتو هو من سيجد الإجابة لنشر السلام ويشكره ناروتو، وهنا يختفي الكيوبي وتنهار مهارة باين وينزل ناروتو إلى باين ويقاتله بنمط الناسك الأخير المتبقي لديه ويكشف مكان الأصلي ويقتل باين بالراسينغان. | |                                                                                        |                                                                                        |
| 169 | «التلميذان» "فوتاري نو ديشي" (ふたりの弟子) | 442-444                                                                                | 22 يوليو 2010                                                                          |
| يقتل ناروتو باين براسينغان قوية جدا ويتفحص جثة باين و يتجه نحو مكان ناقاتو الأصلي وتخبر كاتسيو أب إينو بالأمر ويتجه لإيقاف ناروتو لكن يوقفه أب شيكامارو متذكرا حديث شيكامارو إليه ويقنعه، ويجد فريق غاي ساكورا ويطلبون مساعدتها لإنقاذ الضفدعة ما وهيناتا وتعالجهم بتشاكراها الطبية ولكنها تجد أن فو قد مات، في الطريق يستجمع ناروتو تشاكرا الناسك للإستعداد للقتال وعندما يصل إلى مخبأهم يخبره ناقاتو كيف يمكنه أن يصدق النبوءة بعد كل ما حدث ويهاجمه ناروتو وتتصدى له كونان ولكن يتراجع ناروتو ويتذكر حديثهم عن السلم ويحاول حل الأمر بينهم بالسلام . | |                                                                                        |                                                                                        |
| 170 | «مغامرة كبيرة! البحث عن تراث الهوكاغي الرابع - الجزء الأول» "دايبوكين! يوندايمي نو إسان أو ساغاسي - زينبين" (大冒険! 四代目の遺産を探せ・前編) | حصرية                                                                                  | 29 يوليو 2010                                                                          |
| أثناء اختبار التشونين عندما كان ناروتو يتدرب مع جيرايا لمبارته القادمة سمعه يتحدث عن ثراث الهوكاغي الرابع، وحسب هذه المعلومة يجد ناروتو وساكورا وغاي والفريق العاشر في أراضي هونيغامي أن الشهاب الرابع كان يمتلك مهارة سرية قوية مخفية وإذا حازوا عليها سوف بتمكنون من التفوق عليه ويبدأون البحث، ويقوم بعض نينجا القرية المخفية في المطر بمطاردتهم. | |                                                                                        |                                                                                        |
| 171 | «مغامرة كبيرة! البحث عن تراث الهوكاغي الرابع - الجزء الثاني» "دايبوكين! يوندايمي نو إسان أو ساغاسي - كوهين" (大冒険! 四代目の遺産を探せ・後編) | حصرية                                                                                  | 29 يوليو 2010                                                                          |
| ينطلق ناروتو وساكورا وغاي الفريق الهاشر في مغامرة للبحث عن المهارة السرية المخفية للهوكاغي الرابع وإيجادها والتفوق عليه، ويخوضون العديد من المغامرات المشوقة والمثيرة والخطيرة لكن بعض لحظات وبسبب تصرفات ناروتو الطائشة والحمقاء يتعرضون للهجوم من طرف نينجا قرية المطر ويقعون في ورطة عويصة وهنا يأتي ساسكي وينقذهم ويتغلبون على النينجا المطر ويحصلون على خطاطة وعندما يفتحونه يجدون "لا توجد عقبات في طريقتك في النينجا" وهذا يحفز ناروتو كثيرا ليصبح أقوى وينتصر في اختبار التشونين وينجح بذلك. | |                                                                                        |                                                                                        |
| 172 | «اللقاء» "دياي" (出逢い) | 444-446                                                                                | 5 أغسطس 2010                                                                           |
| يخبر ناقاتو ناروتو قصته وعن الألمين اللذان عانى منهما وأحدهما هو أن أثناء حرب الشينوبي العظمى الثانية هوجما والداه من طرف نينجا من قرية كونوها وقتلهما وكانا ليقتلا ناقاتو أيضا لكن الرينيغان خاصته فعلت وقتل هؤلاء النينجا لكنه أصبح يتيما ومع مرور الوقت وجد كونان وياهيكو وأصبحا صديقاه الحميمين ونسيا تقريبا كل ٱلامه لكنهم في عالم الشينوبي يحتاجون إلى النينجتسو ليصمدوا وذات يوم رأوا ثلاث من نينجا كونوها يقاتلون السلامندر هانزو وهزموه وهرب منه وقرروا اللحاق بهم ليعلوموهم النينجتسو. | |                                                                                        |                                                                                        |
| 173 | «أصل باين» "باين تانجو" (ペイン誕生) | 446-447                                                                                | 12 أغسطس 2010                                                                          |
| يلحق ناقاتو وكونان وياهيكو بالنينجا الثلاثة ويجدونهم وهؤلاء النينجا كانوا هم تسونادي جيرايا وأوروتشيمارو وأراد أوروتشيمارو قتلهم ولكن عندما لاحظ جيرايا أن أحدهم يمتلك الرينيغان ويوافق تدريبهم على النينجتسو وبعد مرور سنوات يقرر ياهيكو تأسيس منظمة لنشر السلام في قرية المطر المخفية ويكشف هانزو أمرهم ويظنوا أنهم يشكلون خطرا على حكمه ويقرر خطف كونان وتهديد ناقاتو إما أن يقتل ياهيكو أو تموت كونان ويأتي ياهيكو ويرمي نفسه فوق أعمدة ناقاتو ويموت ويجعل ناقاتو من جثثه أقوى الأجساد الذي يتحكم بهم ويبقى ياهيكو هو قائد الأكاتسكي. | |                                                                                        |                                                                                        |
| 174 | «قصة ناروتو أوزوماكي» "أوزوماكي ناروتو مونوغاتاري" (うずまきナルト物語)                                                                        | 448-449                                                                                | 19 أغسطس 2010                                                                          |
| بعد أن أنهى ناقاتو قصته يقول ناروتو إجابته لناقاتو ويخبره بأنه يتألم بقدر ألامه ويرفض المقارنة بينهما ويغرز فيه أعمدته ويرى ناقاتو كل مشاعره ومعاناته وٱلامه وماضيه الظالم والقاسي ويخرج ناروتو الكتاب الذي أهداه فو له وأخبره بأن هذا الكتاب يتمحور حول بطل أنقذ عالمه ونشر السلام فيه وأن هذا البطل يدعى ناروتو ويدرك ناقاتو نبوءة ناروتو ويخبره أنه يؤمن به ويقوم بإخراج تمثال ضخم وسط كونوها ويقوم بإعادة إحياء كل من قتل فيها ويقوم بإصلاحها أيضا مضحيا بحياته وتاركا ناروتو لينشر السلام الحقيقي، ثم تقوم كونان بحمل جثثي ياهيكو وناقاتو ولفتهم بالورق وأخذهم بعيدا وتقدم لناروتو باقة ورد ورقية وتخبره أنها تؤمن به أيضا . | |                                                                                        |                                                                                        |
| 175 | «بطل قرية الورق المخفية» "كونوها غاكوري نو إيُّو" (木ノ葉の英雄)                                                                                 | 426، 449-450                                                                           | 26 أغسطس 2010                                                                          |
| يعود ناروتو إلى كونوها وفي طريقه يتعب كثيرا بسبب المعركة ويكاد يسقط ولكن يمسكه كاكاشي ويضعه فوق ظهره ويأخذه إلى القرية ليجد كل سكانها ينتظرونه ويهتفون له لأنه البطل الذي أنقذهم من الأكاتسكي ويأتي الفتيان الصغار ويبدأون بالهتاف له وسؤاله وتأتي ساكورا إليه وتلكمه في بطنه وتعانقه وتشكره لأنه أنقذهم من الأكاتسكي ويهتف إليه باقي النينجا ويفتخرون به ويراه إيبوسو ويتذكر حين كان ينبذه أيضا وكيف رفض أهالي كونوها أن يصبح نينجا وبدأوا يندهشوا بقدراته وقواته حتى قضى على قائد الأكاتسكي الذي قتل جيرايا وبين تفوقه عليه وتذكر إيروكا حين أخبره الهوكاغي الثالث عن وصية الرابع وزوجته له وكيف أرادا أن يعتبر ناروتو بطلا ورغم ذلك كله فقد أصبح ناروتو أوزوماكي بطل كونوها. | |                                                                                        |                                                                                        |

## إصدارات منزلية
| مجلد | تاريخ         | أقراص | حلقات   | مرجع  |
| ---- | ------------- | ----- | ------- | ----- |
| 1    | 6 أكتوبر 2010 | 1     | 152–155 | [ 4 ] |
| 2    | 3 نوفمبر 2010 | 1     | 156–159 | [ 4 ] |
| 3    | 1 ديسمبر 2010 | 1     | 160–163 | [ 4 ] |
| 4    | 12 يناير 2011 | 1     | 164–167 | [ 4 ] |
| 5    | 2 فبراير 2011 | 1     | 168–171 | [ 4 ] |
| 6    | 2 مارس 2011   | 1     | 172–175 | [ 4 ] |